# Ieniemienie
Ieniemienie is een handpop die sinds 1980 een rol speelt in het kinderprogramma Sesamstraat.
Ieniemienie is een zelfbewuste en assertieve muis en ook het speelkameraadje van Tommie. Ze is de opvolgster van Troel die in het tweede seizoen van Sesamstraat meespeelde. Net als Tommie, Purk en Pino komt deze pop alleen in de Nederlandse versie van het televisieprogramma voor. Stem en spel worden verzorgd door Catherine van Woerden. De handjes worden gespeeld door of Lindai Boogerman of Marike Koek. In het begin van Sesamstraat gedroeg Ieniemienie zich als een gewone muis. Zo was ze bang voor katten en gek op kaas. Na verloop van tijd leek ze meer op een gewoon kind.

## Speelwijze
Omdat de poppen samen met de acteurs moeten spelen, kan de poppenspeler niet de pop gewoon in de hand houden. De poppenspelers moeten daarom laag bij de grond blijven, en rijden op een karretje door de studio.